# Siconolf de Salerne
Siconolf ou Sikenolf de Salerne (mort en 849), prince de Salerne de 839 à 849.

## Biographie
Siconolf est le frère cadet de Sicard, qui a vraisemblablement été assassiné par son trésorier Radelchis en juillet-août 839. En réaction au meurtre de Sicard et en opposition à Radelchis, qui dans l'intervalle a été acclamé prince à Bénévent, la population de Salerne, jusqu'alors soumise au duché de Bénévent met à sa tête en décembre 839, le frère du défunt prince, Siconolf qui avait été exilé par son frère à Tarente et forcé à la prêtrise par Sicard.
Entre les deux partis éclate une guerre longue et acharnée qui voit intervenir dans le sud de l'Italie des mercenaires musulmans. Radelchis est le premier à faire appel à leur aide en 841, suivi par Siconolf qui recourt à  la même méthode contre son rival et lui inflige une lourde défaite en 843, lors de la seconde bataille des Fourches Caudines. Siconolf prend le titre de prince en 847.
La guerre de succession se poursuit pendant une dizaine d'années, au cours de laquelle les Sarrasins sèment la dévastation partout, pillant les églises et réduisant la population en esclavage. En 844, Siconolf se brouille avec ses dangereux alliés Sarrasins et se tourne vers Guy Ier de Spolète, un comte franc. Il va à Rome trouver le roi Louis, roi d'Italie et fils de Lothaire Ier, et il lui prête l'hommage et lui promet un tribut de 1 000 pièces d'or. Siconolf n'obtient cependant pas d'aide avant l'attaque de Rome par les musulmans en 846 et l'envoi d'ambassades par les cités de Naples, Capoue et Salerne qui supplient le roi Louis d'intervenir contre les ravages des Sarrasins.
En 849, Louis II le Jeune, roi d'Italie, se décide à intervenir dans le sud de la péninsule. Il impose son arbitrage et partage le duché de Bénévent entre les deux  prétendants. Sa capitulation du début de l'an  849 sanctionne le partage des territoires de la Principauté de Bénévent et la création de la  Principauté de Salerne. Siconolf, prince de Salerne, est confirmé par l'empereur lui-même. La nouvelle principauté comprend, outre la  cité de Salerne, les villes  de Tarente, Cassano, Cosenza, Paestum, Conza, Sarno, Cimitile, Capoue, Teano et Sora. L'Apulie, et la Calabre sont abandonnées aux envahisseurs arabes implantés à Tarente. Louis II le Jeune se fait néanmoins couronner Empereur par le Pape en avril 850, à Rome
En décembre 849, Siconolf meurt, peut-être blessé  ou frappé par une fièvre violente au cours d'une chasse.

## Mariage et descendance
Il épouse, selon René Poupardin et le site Foundation for Medieval Genealogy, Itta de Spolète et laisse le trône à son fils et héritier mineur Sicon de Salerne sous la régence de son parrain le comte Petrus (ou Pierre).

## Sources
- (it) Cet article est partiellement ou en totalité issu de l’article de Wikipédia en italien intitulé « Siconolfo di Salerno » (voir la liste des auteurs), édition du 4 février 2014.

- Jules Gay L'Italie méridionale et l'Empire Byzantin Albert Fontemoing éditeur, Paris 1904.
- René Poupardin. « Étude sur la diplomatique des princes lombards de Bénévent, de Capoue et de Salerne ». Dans: Mélanges d'archéologie et d'histoire T. 21, 1901. p. 117-180.
- René Poupardin Études sur l'histoire des principautés lombardes de l'Italie méridionale et de leurs rapports avec l'Empire franc. Paris : Champion, 1907. [Lire en ligne (Internet Archive)]